# Bersac-sur-Rivalier
Bersac-sur-Rivalier è un comune francese di 636 abitanti situato nel dipartimento dell'Alta Vienne nella regione della Nuova Aquitania.

## Società

### Evoluzione demografica
Abitanti censiti